# Ágata Lys
Ágata Lys, pseudonimo di Margarita García San Segundo (Valladolid, 3 dicembre 1953 – Benalmádena, 12 novembre 2021), è stata un'attrice e pin up spagnola.
Considerata la Marilyn Monroe spagnola, recitò in diversi b-movie nel suo paese, mettendo sempre in evidenza il suo fisico. In Italia prese parte al film Pasqualino Cammarata... capitano di fregata.

## Filmografia parziale
- In nome del padre, del figlio e della Colt, regia di Mario Bianchi (1971)
- Il coltello di ghiaccio, regia di Umberto Lenzi (1972)
- Pasqualino Cammarata... capitano di fregata, regia di Mario Amendola (1973)
- ...e così divennero i 3 supermen del West, regia di Italo Martinenghi (1974)